# Australische Laubfrösche
Die Australischen Laubfrösche (Pelodryadinae) sind eine Unterfamilie der  Laubfrösche (Hylidae). In einigen systematischen Arbeiten wurden sie auch als eigenständige Familie dargestellt.

## Merkmale
Von den Laubfröschen unterscheiden sich die Arten der Familie morphologisch nicht grundlegend. Daher wurden sie auch lange Zeit in der Gattung Hyla geführt, zu der beispielsweise der Europäische Laubfrosch gehört. Typisch für alle kletternden Frösche der Familie der Australischen Laubfrösche sind die Haftscheiben an den Finger- und Zehenenden. Die Arten innerhalb der Familie sind im Erscheinungsbild, in ihrem Verhalten und ihren Lebensraumansprüchen sehr verschieden. Ihre Verbreitung legt jedoch eine gemeinsame Abstammung nahe.

## Verbreitung
Die Australischen Laubfrösche kommen nicht nur auf dem australischen Kontinent einschließlich Tasmaniens vor, sondern sind auch auf Neuguinea, dem Bismarck-Archipel, den Kleinen Sundainseln, den Molukken, den Salomon-Inseln und auf Timor artenreich vertreten. Auf mehreren weiteren Inseln (beispielsweise Neukaledonien, Neuseeland und Guam) wurden Arten vom Menschen eingeführt.

## Systematik
Die Familie umfasst drei Gattungen mit 235 Arten:
- Gattung Litoria (117 Arten)
- Gattung Nyctimystes (46 Arten)
- Gattung Ranoidea inklusive Cyclorana (72 Arten)

### Arten (Auswahl)
Stand: 10. Oktober 2023
In aktuellen systematischen Übersichten werden 112 Arten der Gattung Litoria zugerechnet. Viele Arten von Litoria wurden innerhalb der Unterfamilie Pelodryadinae anderen Gattungen zugeordnet. Nyctimystes umfasst 46 Arten und Dryopsophus bzw. Ranoidea hat 72 Arten.
- Litoria electrica Ingram & Corben, 1990
- Litoria nasuta (Gray, 1842) - Raketen-Laubfrosch
- Litoria rubella - Desert Tree Frog, Baumfrosch, der auch in Wüstenregionen lebt
- Ranoidea aurea (Lesson, 1827) – Gold-Laubfrosch
- Ranoidea caerulea (White, 1790) – Korallenfinger-Laubfrosch
- Ranoidea moorei (Copland, 1957) – Motorradfrosch
- Ranoidea splendida Tyler, Davies & Martin, 1977 – Prachtlaubfrosch
- Nyctimystes infrafrenatus (Günther, 1867) – Neuguinea-Riesenlaubfrosch

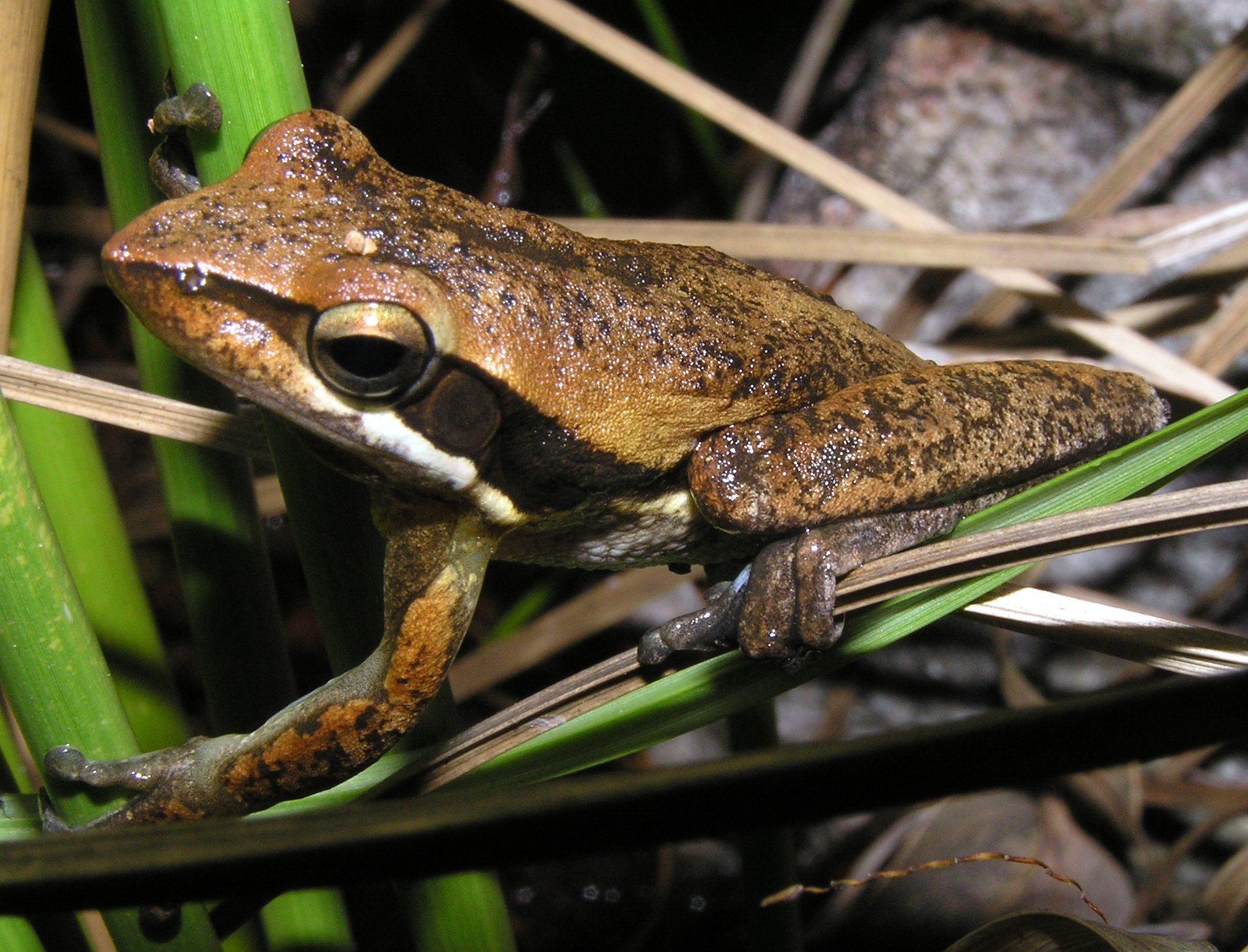
Litoria adelaidensis
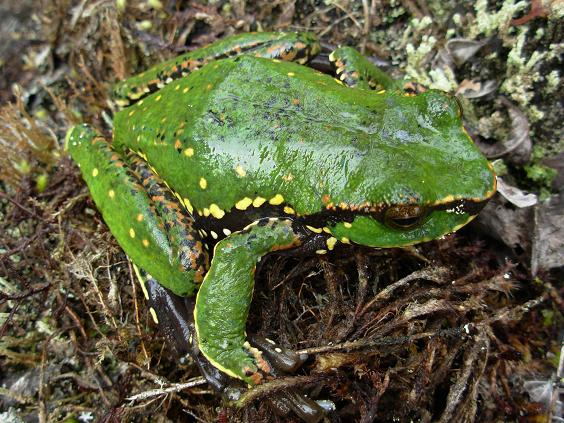
Litoria angiana
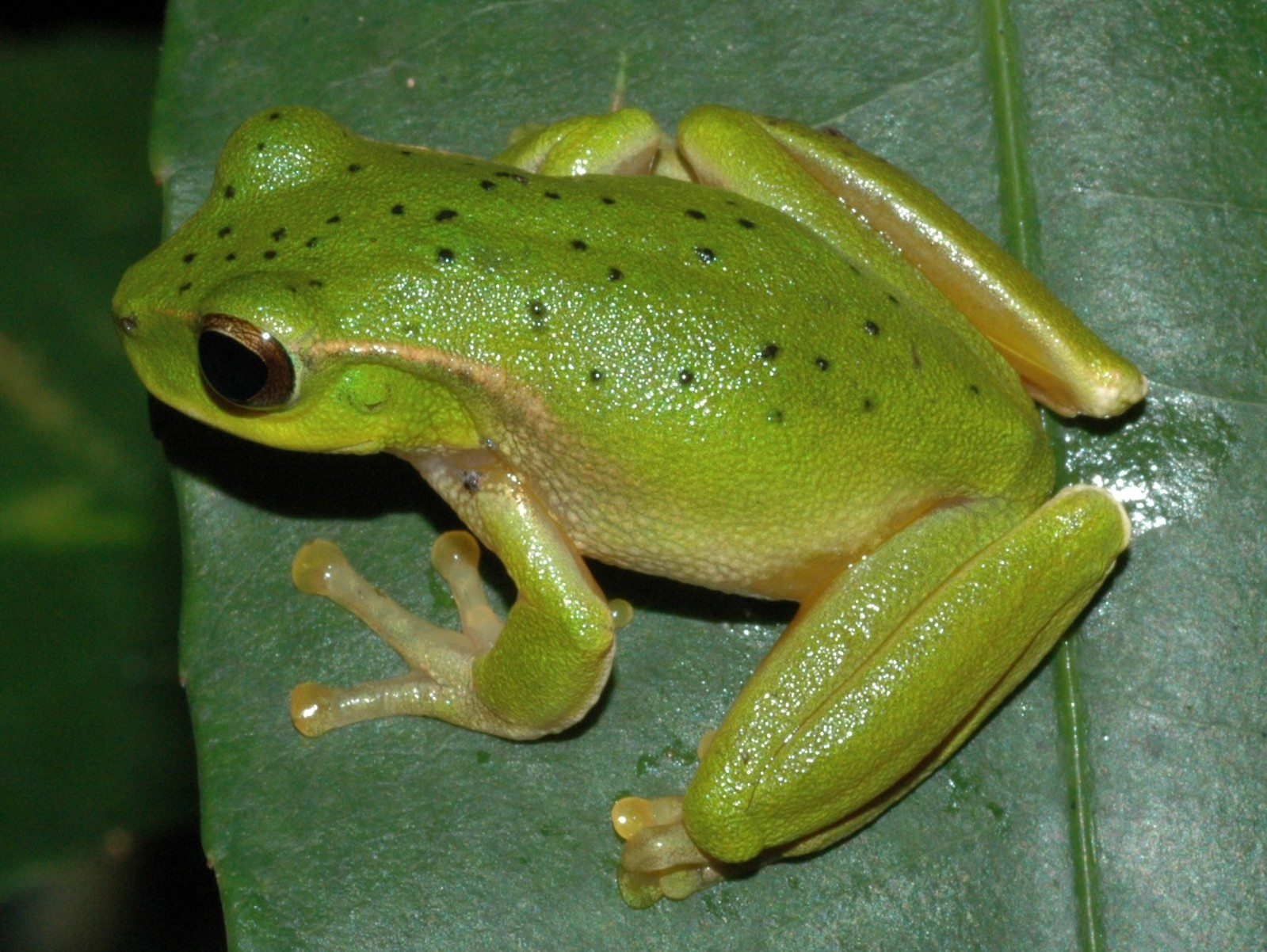
Ranoidea barringtonensis
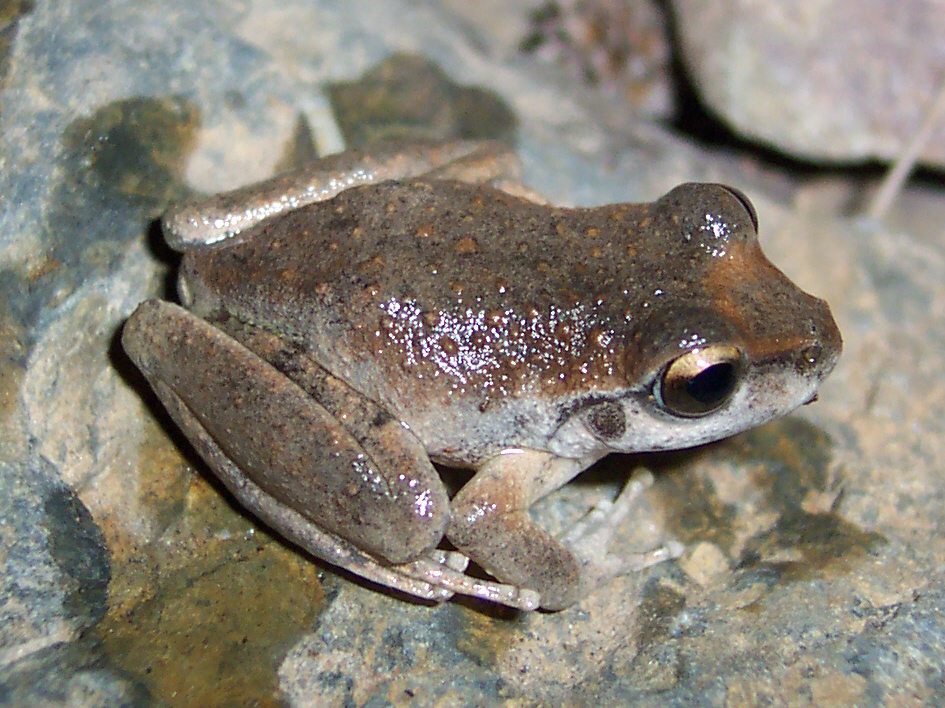
Ranoidea booroolongensis, Jungtier
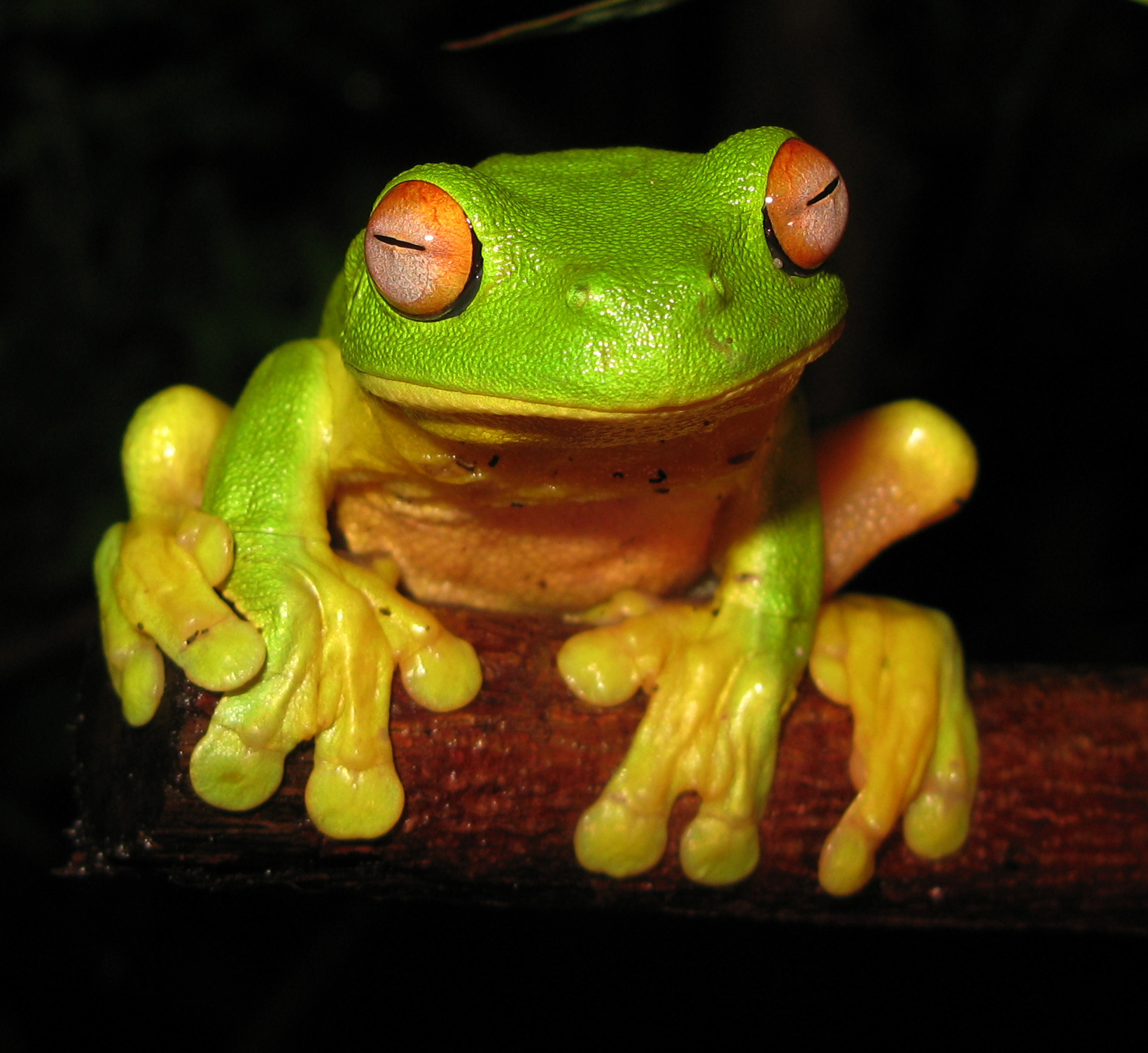
Ranoidea chloris
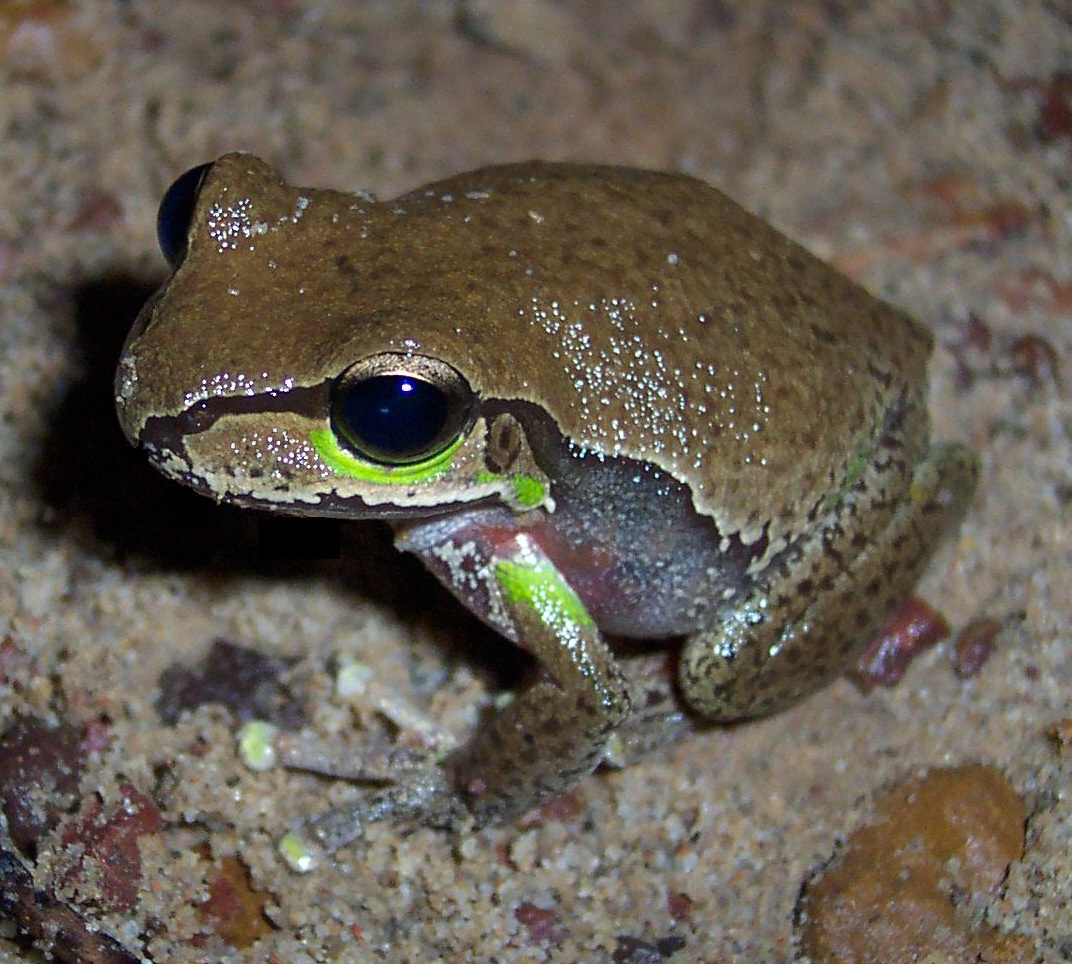
Ranoidea citropa
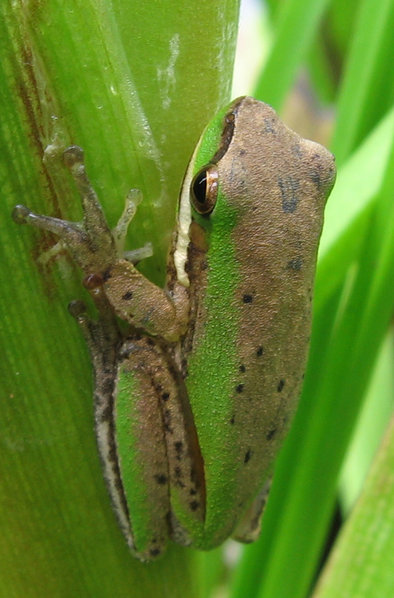
Litoria fallax
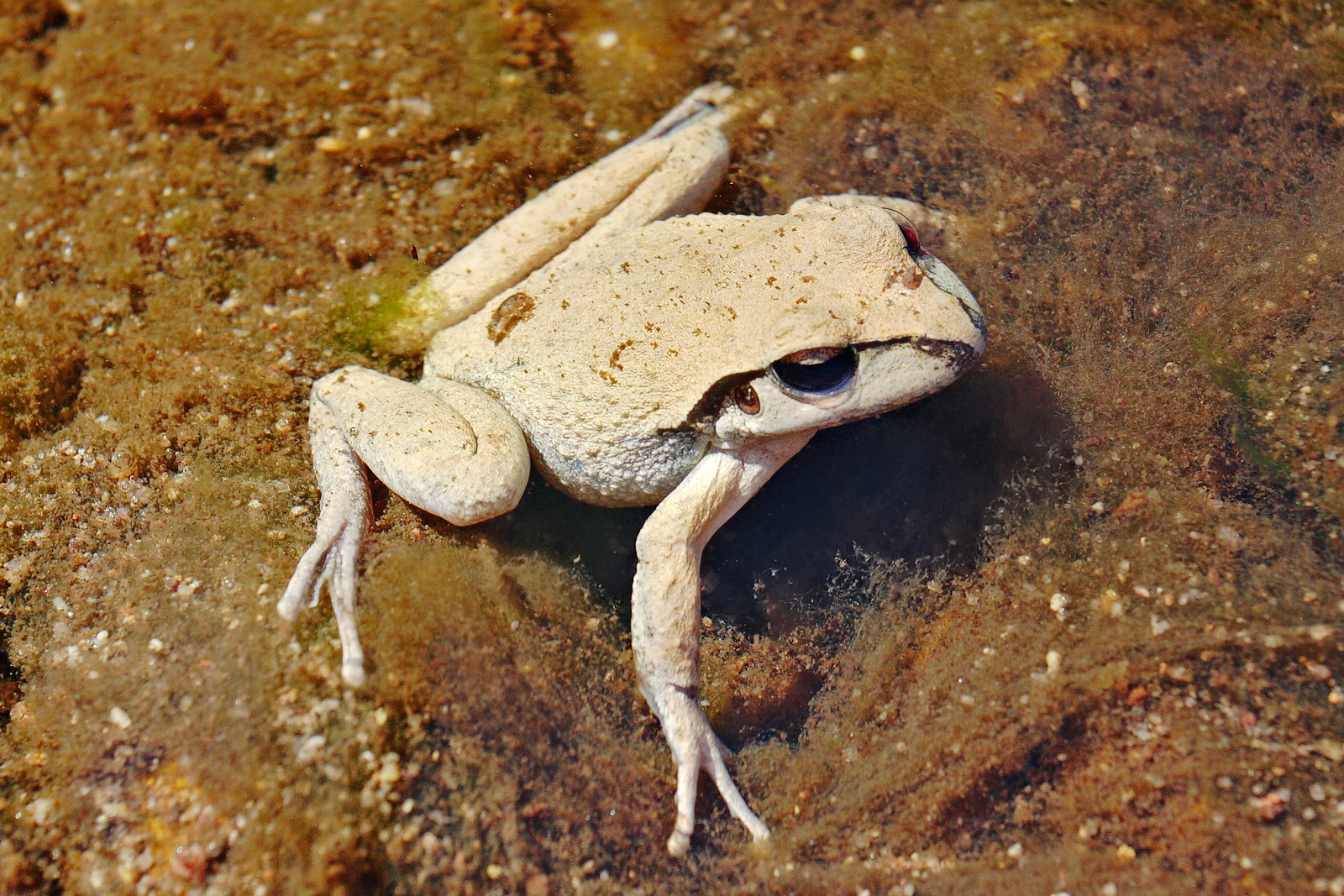
Ranoidea lesueuri (unter Wasser)
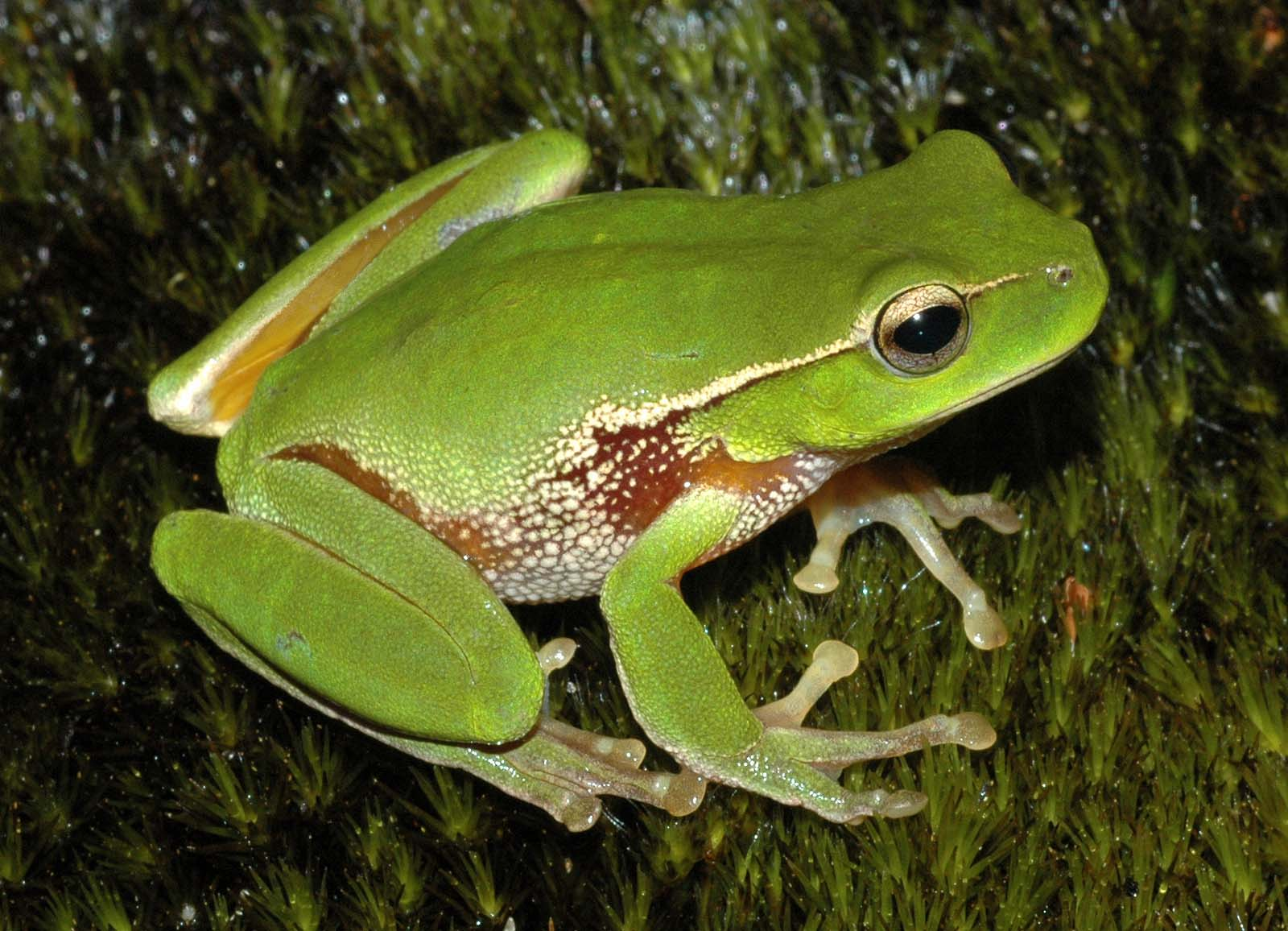
Ranoidea phyllochroa
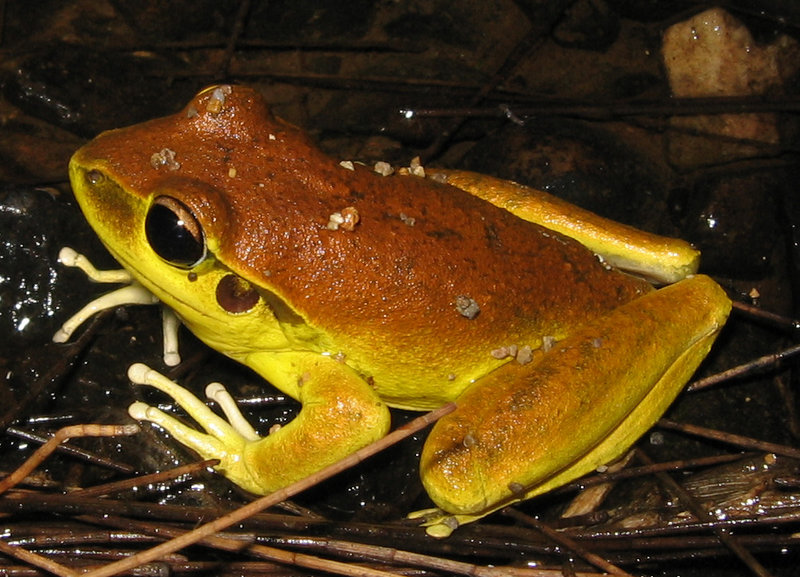
Ranoidea wilcoxi
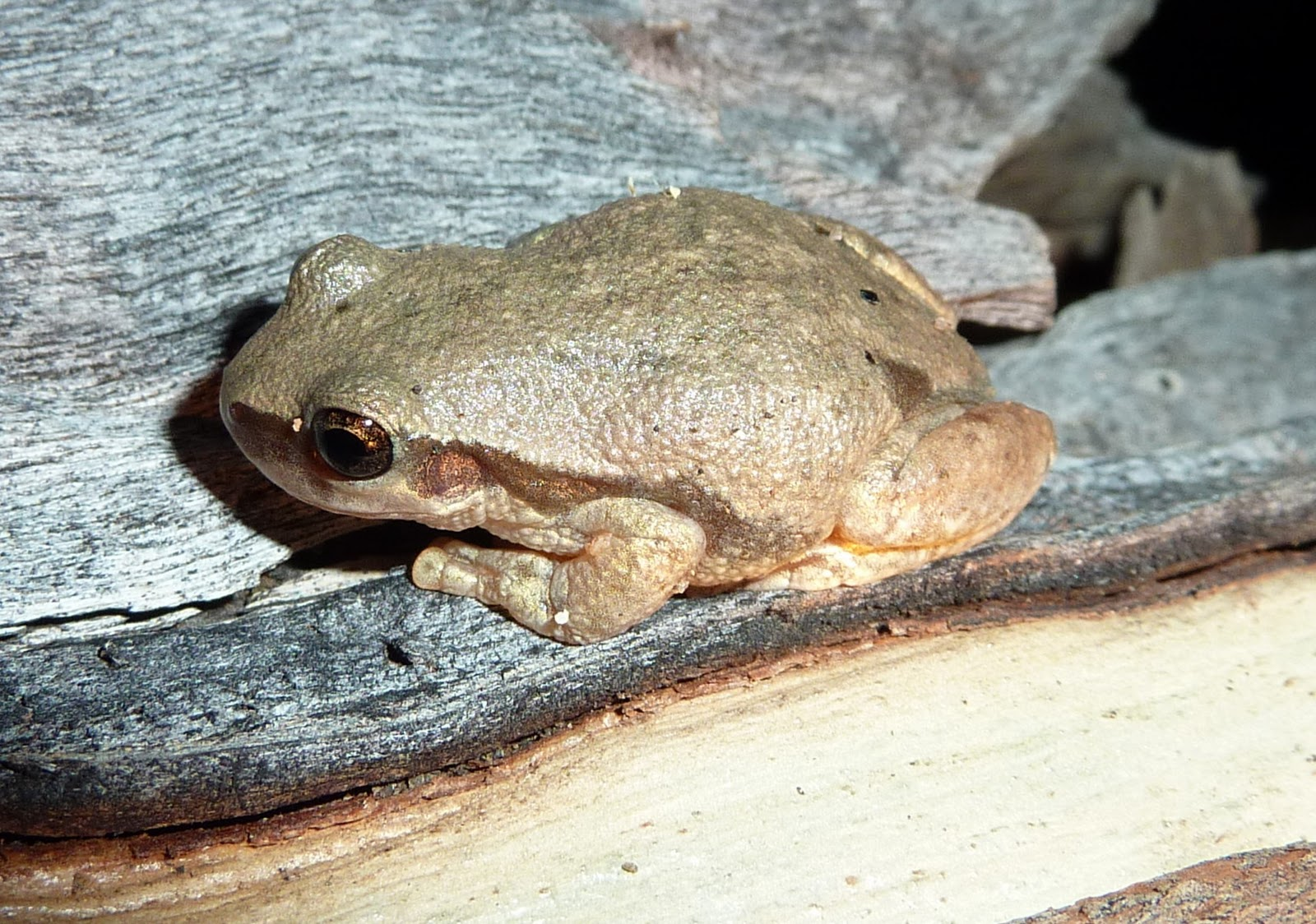
Litoria rubella
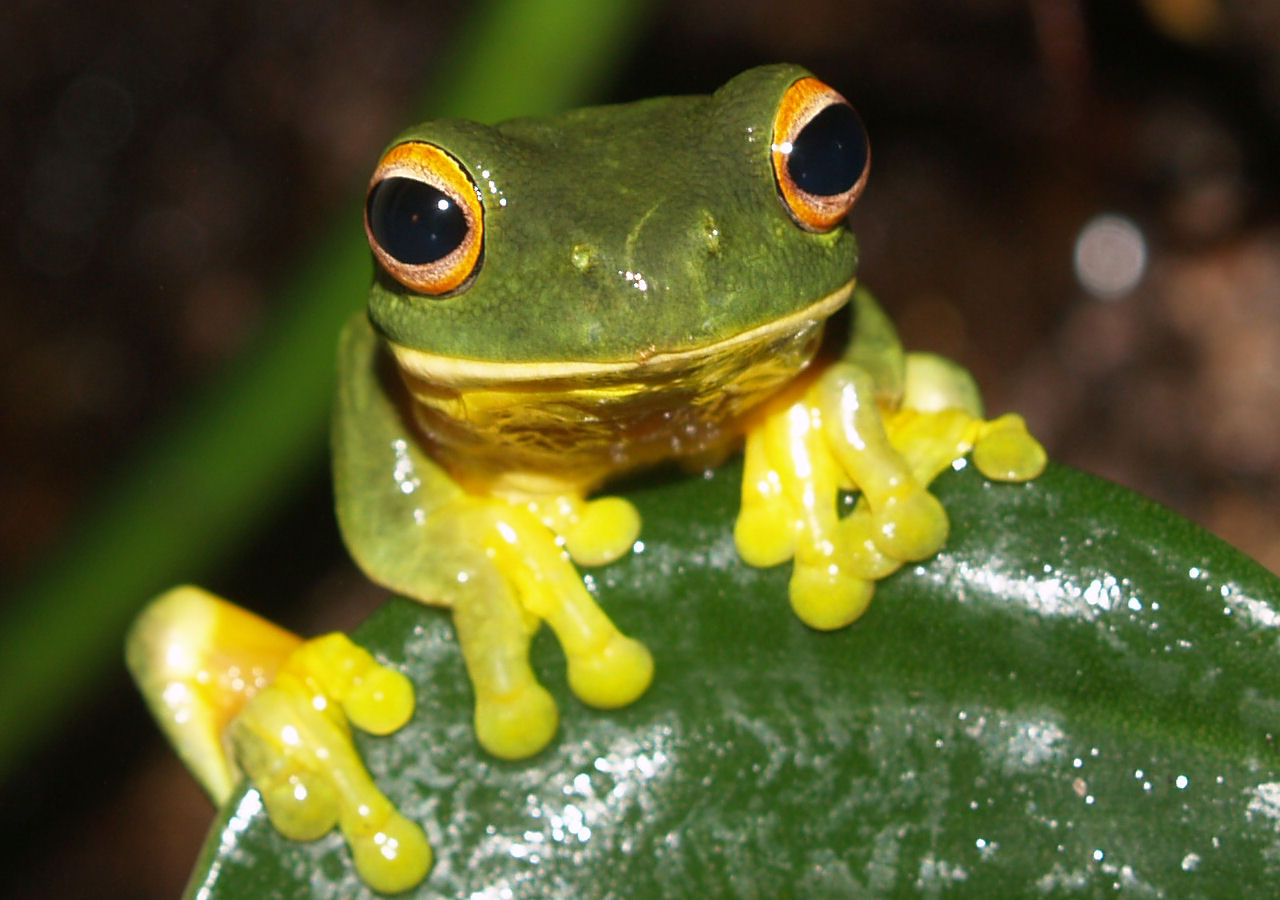
Ranoidea xanthomera